# Bromus oxyodon
Bromus oxyodon är en gräsart som beskrevs av Alexander Gustav von Schrenk. Bromus oxyodon ingår i släktet lostor, och familjen gräs. Inga underarter finns listade i Catalogue of Life.